# Yassine Salhi (tunezyjski piłkarz)
Yassine Salhi (arab. ‏ياسين الصالحي‎, ur. 10 października 1989 w Tunisie) – tunezyjski piłkarz grający na pozycji lewego lub prawego napastnika skrzydłowego w saudyjskim klubie Al-Draih FC.